# Schiavo di Bari
Schiavo di Bari (Bari, ... – ...; fl. 1230 circa) è stato un poeta e giullare italiano vissuto nel XIII secolo, noto per un sirventese caudato in volgare, dai contenuti morali.

## Biografia
Schiavo di Bari fu attivo all'incirca nella prima metà del Duecento. Oltre che come giullare, è noto come autore dei Proverbi, un trattato didascalico di carattere morale redatto in forma poetica di serventese caudato, in settantasette lasse per trecentootto versi, noto anche come Dottrina dello schiavo di Bari. La composizione è considerata anteriore al 1235 anche se la sua opera è diffusa soprattutto nel Quattrocento. Il trattato fu poi oggetto di una redazione in latino (nota come Carmina moralia) che, a partire da Haskins, è stata definitivamente attribuita a Iacopo da Benevento (si tratta di un giurista dell'ambiente di corte di Federico II di Svevia, autore di una commedia elegiaca, la cui fioritura si colloca intorno al 1250. In passato era stato confuso con l'omonimo Iacopo da Benevento, frate domenicano del secolo successivo).

### Fama
Schiavo di Bari ebbe notevole notorietà nella sua epoca, tanto che lo si ritrova anche come personaggio letterario, immortalato quale protagonista della IX novella del Novellino (Qui divisa d'una bella sentenza che diede lo Schiavo di Bari d'uno borgese e d'uno pellegrino), opera anonima del XIII secolo, nella quale viene chiamato in causa come giudice a dirimere una disputa civile su una somma di trecento bisanti tra un borghese di Bari e un pellegrino cristiano: la diatriba viene da lui sciolta con una sentenza ispirata a una logica paradossale e salomonica.
Lo si trova citato anche (Sclavo da Bar) in alcuni versi di un rimatore veneto appaiato a un tale Osmondo da Verona (quest'ultimo, forse, lo stesso personaggio citato, con Peire Vidal, in una tenzone di Bonagiunta Orbicciani).